# エディット・ピアフ〜愛の讃歌〜
『エディット・ピアフ〜愛の讃歌〜』（ - あいのさんか、原題：La Môme, 英題：La Vie En Rose）は、2007年公開のフランス製作の伝記映画。
実在のシャンソン歌手エディット・ピアフの生涯を描く。第57回ベルリン国際映画祭出品作品。主演のマリオン・コティヤールは第33回セザール賞主演女優賞と第80回アカデミー賞主演女優賞を受賞。

## ストーリー
本作では、成功以前の物語と成功後の時系列が交錯して描かれる。(成功後の年代のみ太字で表記)
1959年。ニューヨークでのコンサート中に舞台で倒れるエディット・ピアフ。44才ながら、すでにその身体はボロボロだった。
1915年パリ。エディットは貧しい大道芸人の父と路上で歌う歌手である母の間に生まれた。 エディットが3才の時、父が出征中に母親は、歌手デビューを夢見てコンスタンティノープルに旅立ち、エディットは父方の祖母が営む娼館に預けられて娼婦たちと暮らした。
戦地から帰還した父と共に、サーカスで巡業するエディット。父がサーカスを抜けた後は共に路上で稼ぐ為に、9才で歌い始めた。やがて父が病に倒れ、エディットは女友達のモモーヌと組んで、20才まで路上の歌手を続けた。
路上で歌うエディットに目をとめるルイ・ルプレ。彼は経営するナイトクラブにエディットを出演させ、ラ・モーム(小娘)・ピアフ(雀)の芸名でヒットさせた。
1963年。南フランスのグラースの保養所で療養生活を送るエディット。47才でありながら、その姿は老婆のようで死期が迫っていた。
1936年、ルプレが何者かに殺された。下町で悪党と繋がっていた為に殺人犯の仲間だと疑われるエディット。歌っても大ブーイングを浴びるエディットはモモーヌとも引き離された。
1951年。持病のリウマチが苦しく、モルヒネを注射していたエディットは、我がままを言って真夜中に遠い自宅まで帰ろうとし、運転するスタッフと共に自動車事故に遭った。肋骨を折る重症で入院し、モルヒネを打つ頻度が増すエディット。
1936年。作家で作曲家、詩人でもあるレイモン・アッソに助けられ、厳しい声楽レッスンを受けるエディット。エディット・ピアフの芸名で大劇場で成功し、大歌手に成長したエディットは、モモーヌを呼び寄せ、恩人だがうるさいレイモンを解雇した。
1947年、アメリカに進出してニューヨークに滞在し、プロボクサーのセルダンと熱烈な恋に落ちるエディット。
1959年。コンサートでの歌唱の最中に倒れ。翌年にはパリで入院するエディト。公演の中止続きで資金は底を突いていた。3ヶ月で退院し、復帰して稼ぐ気でいるエディット。だが、すでにその肝臓は痛みきっていた。
194９年。セルダンに夢中なエディットに捨てられたと恨みごとを言い、フランスに帰国するモモーヌ。エディットは、試合で遠征したセルダンに、船ではなく速い飛行機で戻るよう電話した。その飛行機でセルダンが墜落死し、激しいショックを受けるエディット。
1955年。エディットは3年前に歌手のジャック・パルと結婚していたが、セルダンの死後に悪化したリウマチの痛みを和らげるモルヒネ注射を打ち続け、薬物依存に陥っていた。ジャックの勧めで医者にかかり、依存を絶とうと決心するエディット。(ジャックとは翌年に離婚)
1960年(現実には1946年)。45才ながら老けて足元もおぼつかないエディットの元に、大ヒット曲となる「水に流して」が持ち込まれた。たちまち気に入り活気づいて、大劇場でのコンサートを計画するエディット。
1963年。グラースの療養所で最期の夜を迎えるエディット。若い頃に未婚で生んだが、幼くして病死した娘の名を叫んだり、再婚したものの遠ざけていた、20才も年下の夫・テオに会いたがったという。
死の数ヶ月前。最後のコンサートの舞台裏で、スタッフに気遣われながらヨロヨロと歩くエディット。だが、舞台の幕が開くと、エディットは変わらぬ声量で朗々と、自身の人生そのものだという「水に流して」を歌い上げるのだった。

## キャスト
| 役名                       | 俳優                         | 日本語吹替 |
| -------------------------- | ---------------------------- | ---------- |
| エディット・ピアフ         | マリオン・コティヤール       | 安達忍     |
| モモーヌ                   | シルヴィー・テステュー       | 浅野まゆみ |
| ルイ・バリエ               | パスカル・グレゴリー         | 世古陽丸   |
| ティティーヌ               | エマニュエル・セニエ         | 相沢恵子   |
| ルイ・ガション             | ジャン＝ポール・ルーヴ       | 檀臣幸     |
| ルイ・ルプレ               | ジェラール・ドパルデュー     | 玄田哲章   |
| アネッタ                   | クロティルド・クロー         | 唐沢潤     |
| マルセル・セルダン         | ジャン＝ピエール・マルタンス | 小山力也   |
| ルイーズ                   | カトリーヌ・アレグレ         | 磯辺万沙子 |
| レイモン・アッソ           | マルク・バルベ               | 樫井笙人   |
| マレーネ・ディートリヒ     | カロリーヌ・シロル           |            |
| エディット・ピアフ（5歳）  | マノン・シュヴァリエ         |            |
| エディット・ピアフ（10歳） | ポリーヌ・ビュルレ           |            |

- その他の声の吹き替え：相田さやか／松岡大介／原田晃／田中結子／八木かおり／森夏姫／津田英佑／里卓哉／田坂浩樹／藤井啓輔／加納千秋／永木貴依子／箱田真尋

## 主な賞歴

### 受賞
- アカデミー賞：主演女優賞、メイクアップ賞
- セザール賞：主演女優賞、撮影賞、美術賞、衣装デザイン賞、録音賞
- ゴールデングローブ賞：主演女優賞(ミュージカル・コメディ部門)
- 英国アカデミー賞：主演女優賞、作曲賞、衣装デザイン賞、メイクアップ賞
- ロサンゼルス映画批評家協会賞：女優賞

### ノミネート
- アカデミー賞：衣装デザイン賞
- セザール賞：作品賞、監督賞、助演男優賞、助演女優賞、オリジナル脚本賞、音響賞、編集賞
- 英国アカデミー賞：外国語映画賞、美術賞、音響賞
- ヨーロッパ映画賞：作品賞、女優賞、エクセレント賞
- クリティクス・チョイス・アワード：主演女優賞、外国語映画賞